# OSV Hanovre
Maillots
Le OSV Hanovre (allemand : OSV Hannover) est un club allemand de football localisé dans le district de Östadt dans la ville de Hanovre en Basse-Saxe.
Outre sa section de Football, le club dispose d’autres départements : Aérobic, Gymnastique, Marche nordique, Tennis de table, psychomotricité pour les enfants,…

## Histoire
Le club est issu de la section football du Freien Turnerschaft Groß Buchholz (un club travailliste fondé en 1913) qui devint indépendante en 1923 sous la dénomination de OSV Hannover.
Le club fut dissous en 1933 peu après l’arrivée au pouvoir des Nazis (voir DRL/NSRL). Il fut alors reconstitué sous l’appellation Oststädter Sportverein Hannover. En 1937, ce cercle fusionna avec le MTV Groß Buchholz (fondé en 1923).
En 1940 le club fut englobé par le Turnerschaft 1919 Bothfeld (fondé en 1919 par la fusion du MTV 04 Bothfeld avec un club inconnu).
En 1945, le club fut dissous par les Alliés, comme tous les clubs et associations allemands (voir Directive n°23). Le club fut reconstitué par une association avec le TuS Bothfeld 04. Il retrouva un cheminement indépendant à partir de 1953.
Recommençant au bas de l’échelle, le club remporta son championnat local (Kreisklasse) en 1964. Quatre ans plus tard, il fut titré en Verbansdliga et accéda la Amateuroberliga Niedersachsen, au niveau 3 de la pyramide allemande directement sous la Bundesliga et les Regionalligen.
Au terme de la saison 1970-1971, l’OSV Hannover fut champion de l’Amateuroberliga Niedersachsen et réussit lors du tour final à décrocher sa place pour la Regionalliga Nord, la Division 2 de l’époque.
Le club presta lors des trois dernières saisons d’existence de cette ligue. En 1974, il ne fut pas repris pour accéder à la 2. Bundesliga, créée à partir de la saison suivante et redescendit en Oberliga Nord, une ligue instaurée comme niveau 3 unifié pour toute la région Nord.
En 1978, l’OSV Hannover remporta le titre en Oberliga. Lors du tour final pour la montée, le club échoua à un point des deux promus: le SC Wacler 04 Berlin et le FC Holstein Kiel. La saison suivante, l’OSV conquit à nouveau titre de l’Oberliga Nord qui cette fois attribuait la montée directe en Zweite Bundesliga.
Lors du championnat 1979-1980, trois cercles de la ville de Hanovre évoluèrent en 2. Bundesliga: Le SV 96 termina 3e, l’OSV finit 12e tandis que le SV Arminia fut relégué après une 19e et avant-dernière place. 

### De la "D2" à la "D5" en trois saisons
Ensuite, l’Östadter SV traversa des moments difficiles. La faillite menaça. En 1981, le club se classa dernier et descendit en Oberliga. Une 2e relégation consécutive en 1982 sanctionna une nouvelle place de lanterne rouge et renvoya le cercle au 4e niveau, la Verbansliga Niedersachsen. 
Avec 900.000 DM de dettes, le club était dans de sales draps. Une solution parut claire et sembla simple: demander la mise en faillite et reconstituer le club sous le nom de Östadter SV. Dans un premier temps, la Niedersächsische Fußballverband (NFV), la fédération régionale sembla accepter cette solution et laisser le club dans la ligue. Mais cela souleva des jalousies et des protestions. Finalement la sanction tomba. Le club devait recommencer en 4e Kreisklasse, soit la division la plus basse.
Un sauvetage de dernière minute eut lieu. La somme de 5.700 DM fut versée à un créancier et la faillite évitée ! 

### Nouvelle plongée rapide
Toutefois sportivement, 1983 en football, le cercle termina dernier pour la troisième fois de suite et descendit au niveau 5 en Landesliga Niedersachesen West.
Dans les années 1990, le club ne parvint pas à redresser sa situation sportive et sombra dans les profondeurs de la hiérarchie. En 1993, il fut relégué vers la Bezirksoberliga (niveau 6). L’année suivante, il glissa en Bezirksliga (devant le niveau 8 à la suite de l’instauration des Regionalligen au 3e niveau). En 1995, le cercle plongea en Kreisliga (niveau 9). 
À la fin de la saison 1996-1997, la dégringolade s’arrêta. L’OSV Hannover remonta en Bezirksliga, mais cela ne dura que deux saisons avant une rechute vers le niveau 9.
Le cercle toucha le fond en 2002 avec une nouvelle descente en Kreisliga Hannover, soit au 10e niveau de la pyramide du football allemand.
En 2006-2007, l’OSV Hannover remonta en Bezirksliga, soit le 9e niveau de la hiérarchie de la DFB.

## Palmarès
- Champion de la Kreisklasse: 1964.
- Champion de la Verbandsliga: 1968.
- Champion de la Landesliga 1971.
- Champion de l’Oberliga Nord: 1978, 1979.
- Champion de la Bezirksoberliga: 1987.
- Champion de la Bezirksklasse Hannover: 1997
- Champion de la Kreisliga: 2006.